# RS-608
Pour les articles homonymes, voir Route 608.
La RS-608 est une route locale du Sud-Est de l'État du Rio Grande do Sul qui dessert les municipalités de Herval, Pedras Altas et Pinheiro Machado. Elle débute à l'embranchement avec la BR-293 et s'achève à la jonction avec la BR-473. Elle est longue de 86 km.